# Silene badachschanica
Silene badachschanica är en nejlikväxtart som beskrevs av Ovczinn. Silene badachschanica ingår i släktet glimmar, och familjen nejlikväxter. Inga underarter finns listade i Catalogue of Life.